# Demografía de Bogotá
Bogotá es la capital de Colombia y es actualmente la ciudad más poblada del país. con 7 412 566  habitantes para 2018 según el Departamento Administrativo Nacional de Estadística (DANE) .

## Población

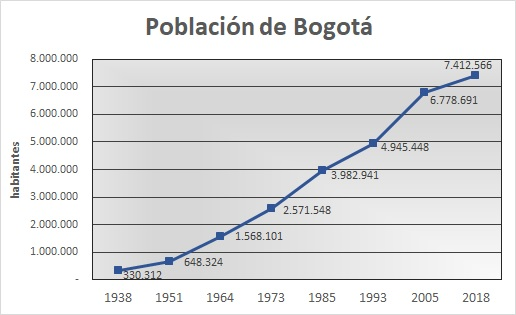
Crecimiento histórico de la población de Bogotá.

Bogotá fue fundada el 6 de agosto de 1538 por Gonzalo Jiménez de Quesada.
En el 2005 la ciudad tenía una población de 6 778 691 habitantes, con una densidad poblacional de aproximadamente 4146 habitantes por kilómetro cuadrado, de acuerdo con las cifras presentadas por el Departamento Administrativo Nacional de Estadística (DANE). Sin embargo otros estudios sobre la base de los datos del mismo censo (2005) arrojan que dentro del perímetro urbano la ciudad tiene una densidad promedio de 16 779,5 habitantes por kilómetro cuadrado, con picos de densidad en las localidades de Ciudad Bolívar, Bosa, Usme y Suba en donde algunos barrios llegan a alcanzar densidades superiores a los  50 000 hab/km², tal como se observa en el mapa.

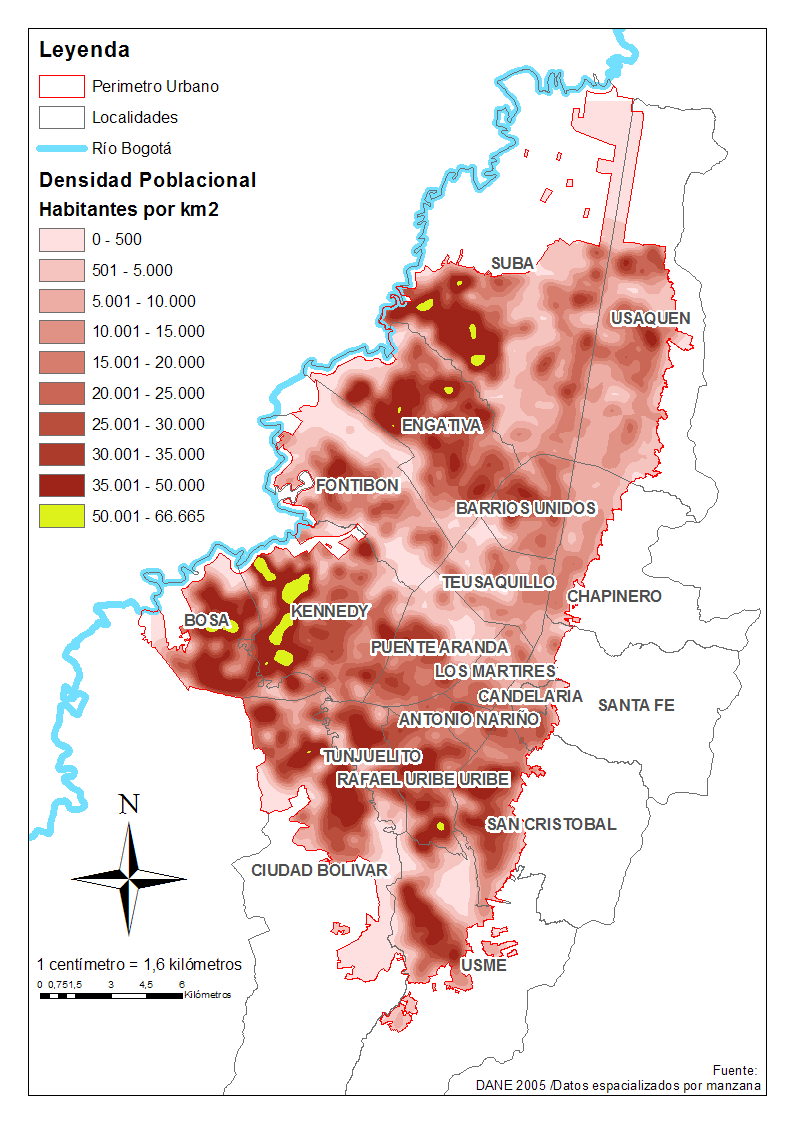
Densidad poblacional de Bogotá
Habitantes por Kilómetro Cuadrado
Método: Densidad de KernelDatos: DANE 2005

Solo 15 987 habitantes se ubican en la zona rural del Distrito Capital. El 47,8% de la población son hombres y el 52,2% mujeres. La ciudad cuenta con la tasa de analfabetismo más baja del país con tan sólo 3,4% en la población mayor de 5 años de edad.
Históricamente la población de la ciudad no experimentó un crecimiento significativo hasta entrado el siglo XX, cuando contaba con 100 000 habitantes. Pero las décadas de 1940, 1960 y 1970 observaron los incrementos más significativos en la población que fueron desproporcionados frente a los recursos disponibles en la ciudad, los cuales se manifestaron principalmente en la cobertura del transporte, los servicios públicos y la oferta de empleo.
Actualmente un 99,4% de las viviendas cuenta con servicio de energía eléctrica, mientras que un 98,6% tiene servicio de acueducto y un 87,8% de comunicación telefónica. No obstante, según la misión para el diseño de una estrategia para la reducción de la pobreza y la desigualdad, en el 2005 la ciudad presentaba un 28,5% de pobres (personas que viven con menos de US$2,0 al día).

### Lugar de nacimiento
De acuerdo a los censos realizados en 2005 y 2018, el lugar de nacimiento de los habitantes de Bogotá se distribuía de la siguiente forma:
| Departamento / Distrito | Censo 2018 | Censo 2005 | Porcentaje 2018 | Porcentaje 2005 | Variación 2005-2018 |
| ----------------------- | ---------- | ---------- | --------------- | --------------- | ------------------- |
| Antioquia               | 105.823    | 81.761     | 1,47%           | 1,21%           | 24.062              |
| Atlántico               | 53.982     | 33.810     | 0,75%           | 0,50%           | 20.172              |
| Bogotá                  | 4.818.168  | 4.846.764  | 67,1%           | 71,87%          | -28.596             |
| Bolívar                 | 68.737     | 36.463     | 0,96%           | 0,54%           | 32.274              |
| Boyacá                  | 465.853    | 522.750    | 6,49%           | 7,71%           | -56.897             |
| Caldas                  | 93.253     | 100.331    | 1,30%           | 1,48%           | -7.078              |
| Caquetá                 | 24.042     | 19.465     | 0,33%           | 0,29%           | 4.577               |
| Cauca                   | 31.146     | 23.250     | 0,43%           | 0,34%           | 7.896               |
| Cesar                   | 38.475     | 28.315     | 0,54%           | 0,42%           | 10.160              |
| Córdoba                 | 60.971     | 33.496     | 0,85%           | 0,49%           | 27.475              |
| Cundinamarca            | 526.270    | 608.793    | 7,33%           | 8,98%           | -82.523             |
| Chocó                   | 14.739     | 13.073     | 0,21%           | 0,19%           | 1.666               |
| Huila                   | 98.903     | 91.107     | 1,38%           | 1,34%           | 7.796               |
| La Guajira              | 12.174     | 8.533      | 0,17%           | 0,13%           | 3.641               |
| Magdalena               | 45.420     | 29.758     | 0,63%           | 0,44%           | 15.662              |
| Meta                    | 59.231     | 57.493     | 0,82%           | 0,85%           | 1.738               |
| Nariño                  | 41.642     | 35.896     | 0,58%           | 0,53%           | 5.746               |
| Norte de Santander      | 54.497     | 43.348     | 0,76%           | 0,64%           | 11.149              |
| Quindío                 | 30.571     | 39.356     | 0,43%           | 0,58%           | -8.785              |
| Risaralda               | 23.609     | 24.268     | 0,33%           | 0,36%           | -659                |
| Santander               | 202.867    | 214.535    | 2,82%           | 3,16%           | -11.668             |
| Sucre                   | 32.049     | 18.964     | 0,45%           | 0,28%           | 13.085              |
| Tolima                  | 301.339    | 318.825    | 4,20%           | 4,70%           | -17.486             |
| Valle                   | 91.000     | 91.784     | 1,27%           | 1,35%           | -784                |
| Arauca                  | 7.159      | 5.816      | 0,10%           | 0,09%           | 1.343               |
| Casanare                | 11.522     | 11.109     | 0,16%           | 0,16%           | 413                 |
| Putumayo                | 6.194      | 4.436      | 0,09%           | 0,07%           | 1.758               |
| San Andrés              | 1.342      | 1.258      | 0,02%           | 0,02%           | 84                  |
| Amazonas                | 3.854      | 2.845      | 0,05%           | 0,04%           | 1.009               |
| Guainía                 | 604        | 466        | 0,01%           | 0,01%           | 138                 |
| Guaviare                | 3.385      | 2.382      | 0,05%           | 0,04%           | 1.003               |
| Vaupés                  | 782        | 613        | 0,01%           | 0,01%           | 169                 |
| No Informa Departamento | 4.489      | 141        | 0,06%           | 0%              | 4.348               |
| Vichada                 | 1.176      | 998        | 0,02%           | 0,01%           | 178                 |
| Otro país               | 340.901    | 60.395     | 4,75%           | 0,90%           | 280.506             |
| Total                   | 7.181.469  | 8.838.691  | 100%            | 100%            | 342.778             |

## Evolución demográfica y étnica de Bogotá
La población nativa de Bogotá (bogotanos), está compuesta por dos grandes grupos: los rolos y los cachacos[cita requerida], siendo los primeros descendientes de personas no nativas de Bogotá y los segundos, hijos de bogotanos.
En Bogotá, el acelerado proceso de urbanización no se debe exclusivamente a la industrialización, ya que hay complejas razones políticas y sociales, como la pobreza y la violencia, que han motivado la migración del campo a la ciudad a lo largo del siglo XX, determinando un crecimiento exponencial de la población de Bogotá y el establecimiento de cinturones de miseria en sus alrededores[cita requerida]. Según la Consultoría de Derechos Humanos, Codhes, en el período 1999-2005 llegaron a Bogotá más de 260.000 personas desplazadas, aproximadamente el 3,8% de la población total de Bogotá[cita requerida]. Los lugares donde se concentra la mayoría de la población desplazada son Ciudad Bolívar, Kennedy, Bosa y Usme[cita requerida].
| Año  | Población | Bogotanos | Bogotanos | Otros colombianos | Extranjeros |
| Año  | Población | Rolos     | Cachacos  | Otros colombianos | Extranjeros |
| 1938 | 325.650   | 1.628     | 322.394   | 1.221             | 407         |
| 1951 | 715.250   | 10.729    | 693.793   | 8.047             | 2.682       |
| 1964 | 1.697.311 | 135.785   | 1.425.741 | 101.839           | 33.946      |
| 1973 | 2.855.065 | 356.883   | 2.141.299 | 267.662           | 89.221      |
| 1985 | 4.236.490 | 783.751   | 2.668.989 | 587.813           | 195.938     |
| 1993 | 5.484.244 | 1.233.955 | 3.016.334 | 925.466           | 308.489     |
| 1996 | 5.850.861 | 1.404.207 | 3.042.448 | 1.053.155         | 351.051     |
| 2000 | 6.422.198 | 1.669.771 | 3.082.655 | 1.252.329         | 417.443     |
| 2005 | 6.778.691 | 1.931.927 | 2.914.837 | 1.448.945         | 482.982     |
| 2018 | 7.412.566 | 2.594.398 | 2.223.770 | 1.945.799         | 648.600     |
| 2020 | 7.743.955 | 2.787.824 | 2.168.307 | 2.090.868         | 696.956     |

## Estadísticas vitales
| Año  | Población | Nacimientos | Defunciones | Crecimiento vegetativo | TBN  | TBM | Tasa de incremento natural | Índice sintético de fertilidad (TGF) | Edad media de la madre en el primer parto |
| 1998 | 6.014.581 | 136.458     | 23.796      | 112.662                | 22.7 | 4.0 | 18.7                       | 2.55                                 | 26.61                                     |
| 1999 | 6.134.873 | 126.067     | 25.296      | 100.771                | 20.6 | 4.1 | 16.5                       | 2.31                                 | 26.56                                     |
| 2000 | 6.252.662 | 122.863     | 24.886      | 97.977                 | 19.7 | 4.0 | 15.7                       | 2.22                                 | 26.68                                     |
| 2001 | 6.367.836 | 119.352     | 25.244      | 94.108                 | 18.7 | 4.0 | 14.7                       | 2.12                                 | 26.73                                     |
| 2002 | 6.478.637 | 115.245     | 24.967      | 90.278                 | 17.8 | 3.9 | 13.9                       | 2.02                                 | 26.82                                     |
| 2003 | 6.586.182 | 113.901     | 25.661      | 88.240                 | 17.3 | 3.9 | 13.4                       | 1.97                                 | 26.82                                     |
| 2004 | 6.684.975 | 113.678     | 26.219      | 87.459                 | 17.0 | 3.9 | 13.1                       | 1.94                                 | 26.94                                     |
| 2005 | 6.710.910 | 111.888     | 26.481      | 85.407                 | 16.7 | 4.0 | 12.7                       | 1.89                                 | 26.86                                     |
| 2006 | 6.801.343 | 113.296     | 26.649      | 86.647                 | 16.7 | 3.9 | 12.8                       | 1.89                                 | 26.80                                     |
| 2007 | 6.884.569 | 116.638     | 27.268      | 89.370                 | 16.9 | 4.0 | 12.9                       | 1.92                                 | 26.74                                     |
| 2008 | 6.960.512 | 116.765     | 27.698      | 89.067                 | 16.8 | 4.0 | 12.8                       | 1.91                                 | 26.74                                     |
| 2009 | 7.031.399 | 115.659     | 26.896      | 88.763                 | 16.5 | 3.8 | 12.7                       | 1.86                                 | 26.80                                     |
| 2010 | 7.096.886 | 110.032     | 28.661      | 81.371                 | 15.5 | 4.0 | 11.5                       | 1.75                                 | 26.94                                     |
| 2011 | 7.152.656 | 106.228     | 28.670      | 77.558                 | 14.9 | 4.0 | 10.9                       | 1.67                                 | 26.97                                     |
| 2012 | 7.195.980 | 105.314     | 29.240      | 76.074                 | 14.6 | 4.1 | 10.5                       | 1.65                                 | 26.90                                     |
| 2013 | 7.228.427 | 103.237     | 29.024      | 74.213                 | 14.3 | 4.0 | 10.3                       | 1.61                                 | 27.01                                     |
| 2014 | 7.252.949 | 103.842     | 29.675      | 74.167                 | 14.3 | 4.1 | 10.2                       | 1.61                                 | 27.19                                     |
| 2015 | 7.273.265 | 102.795     | 30.850      | 71.945                 | 14.1 | 4.2 | 9.9                        | 1.59                                 | 27.40                                     |
| 2016 | 7.300.918 | 98.653      | 31.749      | 66.904                 | 13.5 | 4.4 | 9.1                        | 1.53                                 | 27.53                                     |
| 2017 | 7.337.449 | 92.054      | 32.073      | 59.981                 | 12.5 | 4.4 | 8.1                        | 1.42                                 | 27.65                                     |
| 2018 | 7.412.566 | 87.191      | 32.581      | 54.610                 | 11.8 | 4.4 | 7.4                        | 1.33                                 | 27.71                                     |
| 2019 | 7.592.871 | 85.075      | 33.597      | 51.478                 | 11.2 | 4.4 | 6.8                        | 1.27                                 | 27.78                                     |
| 2020 | 7.732.161 | 79.322      | 44.505      | 34.817                 | 10.3 | 5.8 | 4.5                        | 1.17                                 | 27.79                                     |
| 2021 | 7.823.334 | 66.988      | 54.233      | 12.755                 | 8.6  | 6.9 | 1.7                        | 0.98                                 | 28.06                                     |
| 2022 | 7.873.316 | 64.765      | 38.422      | 26.343                 | 8.2  | 4.9 | 3.3                        | 0.95                                 | 28.30                                     |
| 2023 | 7.907.281 | 60.912      | 35.052      | 25.860                 | 7.7  | 4.3 | 3.4                        | 0.89                                 | 28.16                                     |
| 2024 | 7.929.539 | 56.557      | 36.968      | 19.589                 | 7.1  | 4.7 | 2.4                        | 0.8350                               | 28.15                                     |
| 2025 | 7.937.898 |             |             |                        |      |     |                            |                                      |                                           |

En 2022 el 13,28% de todos los nacimientos fueron de nacidos vivos de madre extranjera.

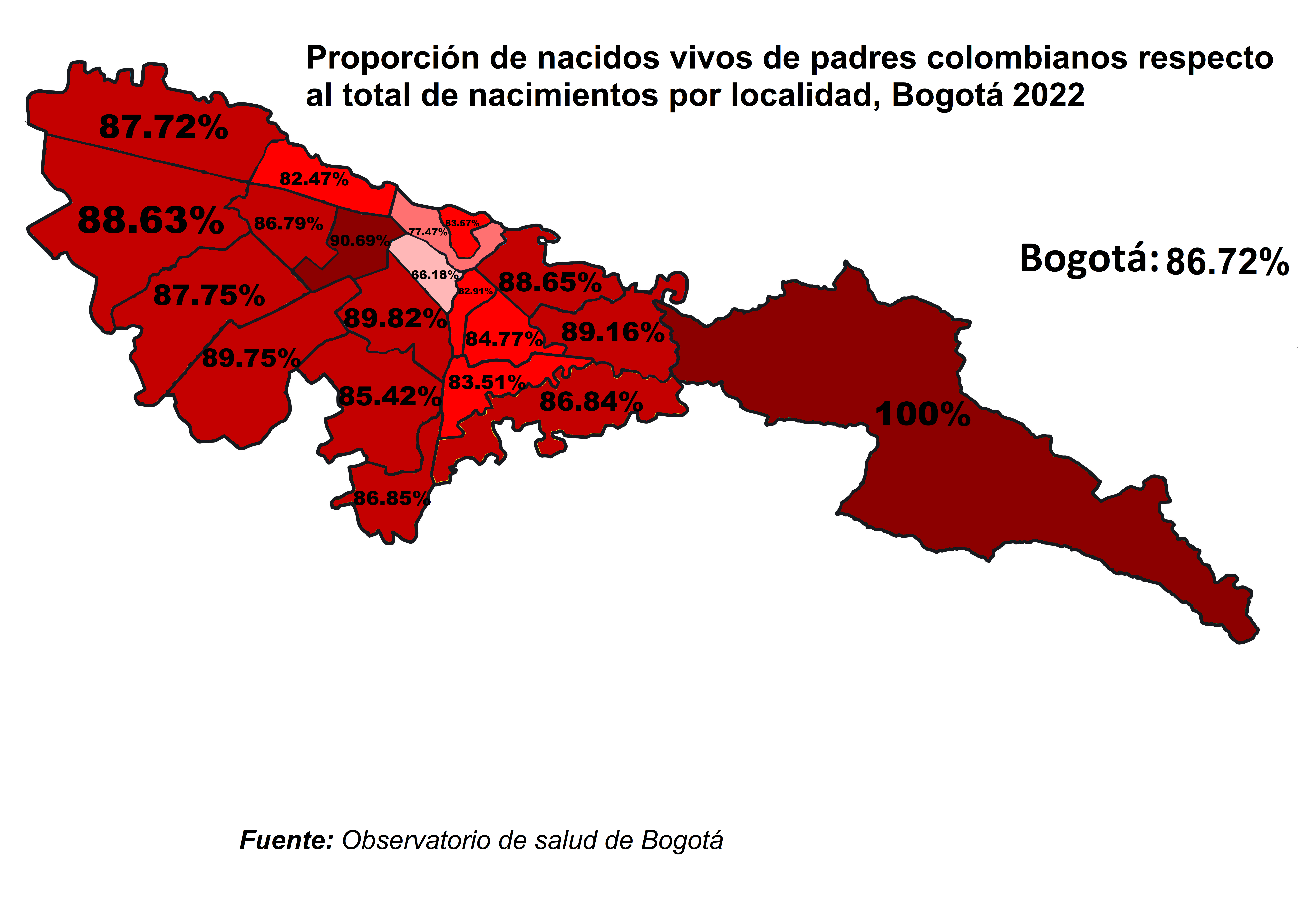
nacidos vivos de padres colombianos respecto al total de nacimientos por localidad 2022.

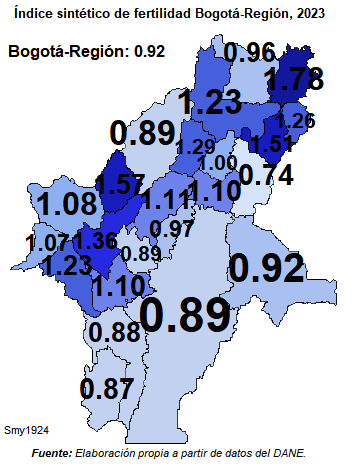
índice sintético de fertilidad municipios área metropolitana de Bogotá

### Índice sintético de Fertilidad (TGF) por Localidad
| Localidad          | TGF (2023) | Edad media de la madre en el primer parto |
| ------------------ | ---------- | ----------------------------------------- |
| Bogotá             | 0.89       | 28.16                                     |
| Usaquén            | 0.80       | 30.31                                     |
| Chapinero          | 0.72       | 30.88                                     |
| Santa Fe           | 1.12       | 27.43                                     |
| San Cristóbal      | 0.84       | 27.44                                     |
| Usme               | 0.94       | 27.10                                     |
| Tunjuelito         | 0.97       | 27.55                                     |
| Bosa               | 0.95       | 27.46                                     |
| Kennedy            | 0.95       | 27.88                                     |
| Fontibón           | 0.75       | 29.25                                     |
| Engativá           | 0.82       | 29.00                                     |
| Suba               | 0.83       | 29.06                                     |
| Barrios Unidos     | 0.74       | 29.36                                     |
| Teusaquillo        | 0.53       | 30.77                                     |
| Los Mártires       | 1.07       | 26.59                                     |
| Antonio Nariño     | 0.98       | 28.26                                     |
| Puente Aranda      | 0.85       | 29.14                                     |
| La Candelaria      | 1.11       | 28.86                                     |
| Rafael Uribe Uribe | 1.01       | 27.53                                     |
| Ciudad Bolívar     | 1.14       | 26.98                                     |
| Sumapaz            | 1.12       | 28.94                                     |